# Xavier Stierli
Xavier Stierli (29 de outubro de 1940) é um ex-futebolista suíço que atuava como meia.

## Carreira
Xavier Stierli fez parte do elenco da Seleção Suíça de Futebol, na Copa do Mundo de 1966.